# Єшаягу Корен
Єшаягу Корен (івр. ישעיהו קורן; нар. 1940, Палестина) — ізраїльський письменник. Лауреат премії Бялика з художньої літератури (2008) за творчість свого життя та премії Бренера за прозу (2013).

## Життєпис
Корен народився в Кфар-Саві і вивчав філософію та єврейську літературу в Єврейському університеті в Єрусалимі. Він 19 років прослужив в ізраїльській системі безпеки і є пенсіонером Шабаку. Також займається викладанням, освітнім консалтингом і охоронним бізнесом. Писати почав на початку 1960-х років у журналі «Кешет».